# Asad ibn al-Furat
Asad ibn al-Furat (arabsko: أسد بن الفرات‎;), arabski pravnik in teolog, * 759, † 828.
Bil je pomemben pravnik in teolog iz Ifrikije, začetnik muslimanskih osvajanj Sicilije
Njegova družina izvira iz Harrana v Mezopotamiji in je kasneje izselila v Ifrikijo. Asad je študiral v Medini pri Maliku ibn Anasu, ustanovitelju malikitske šole in v Kufi, kjer je bil učenec Abu Hanifa, začetnika hanafitske tradicije. 
Po vrnitvi v Ifrikijo je postal sodnik v Kairuanu, kjer se je kmalu sprl z aglabidskim emirjem Ziyadatom Allahom I. (817-838), ker je kritiziral njegovo razkošno in brezbožno življenje. Ker se je Ziyadat hotel znebiti njegovih ostrih kritik, ga je imenoval za vodjo vojaškega pohoda Sicilijo, ki je bila takrat še del Bizantinskega cesarstva. Leta 827 se je Asad na čelu arabske vojske izkrcal na Siciliji in porazil Bizantince.  Sledil je napad na Sirakuzo. Arabci mesta niso zavzeli, Asad pa je kmalu za tem umrl zaradi kuge.